# 大阪府道28号大阪高石線
大阪府道28号大阪高石線（おおさかふどう28ごう おおさかたかいしせん）は、大阪府大阪市天王寺区から高石市に至る府道（主要地方道）である。

## 概要
新道・旧道ともに終点が高石市には到達しておらず、堺市南西部が終点となっている。
新道と旧道は堺市内でおおむね並行しているが、堺市西区北条町で交叉する。
附属天王寺小学校前交差点付近から中百舌鳥駅に至るまで、Osaka Metro御堂筋線が地下を通っている。
ほとんどの区間が片側2車線の4車線道路となっている。

### 路線データ
- 新道起点：大阪府大阪市天王寺区北河堀町（北河堀交差点、国道25号交点）
- 新道終点：大阪府堺市西区浜寺元町1丁地先
- 旧道起点：大阪府堺市北区北区東浅香山町1丁（東浅香山町1丁西交差点、大阪府道187号大堀堺線交点）【北緯34度34分59.2秒 東経135度30分9.6秒 / 北緯34.583111度 東経135.502667度】
- 旧道終点：大阪府堺市西区浜寺公園町（浜寺公園南交差点、大阪府道204号堺阪南線交点）【北緯34度32分24.5秒 東経135度26分32.5秒 / 北緯34.540139度 東経135.442361度】

## 歴史
- 1993年（平成5年）5月11日 - 建設省から、府道大阪高石線が大阪高石線として主要地方道に指定される[1]。

## 路線状況

### 通称
大阪市から「上町筋」および「あびこ筋」、堺市から「ときはま線」の道路愛称が付与されている。
- 上町筋（新道起点 - 天王寺バイパス）
- あびこ筋（附属天王寺小学校前交点 - 吾彦大橋）
- ときはま線（堺市北区常磐町 - 新道終点） - 都市計画道路名である常磐浜寺線に由来

### 重複区間
すべて旧道区間で重複する。
- 国道310号（堺市北区百舌鳥梅北町・梅北交差点 - 堺市北区百舌鳥梅北町・梅北南交差点）
- 大阪府道61号堺かつらぎ線（堺市西区北条町・北条町交差点 - 堺市西区家原寺町・大池前交差点）
- 大阪府道199号西鳳東線（堺市中区深井北町・中深井交番前交差点 - 堺市西区鳳東町・鳳東町交差点）
- 大阪府道30号大阪和泉泉南線（堺市西区鳳東町・鳳東町交差点 - 堺市西区鳳北町・鳳北町交差点）

## 地理

### 通過する自治体
- 大阪市（天王寺区 - 阿倍野区 - 住吉区）
- 堺市（北区 - 堺区 - 西区）

### 交差する道路

#### 新道区間
大阪市
- 国道25号（国道165号重複）（大阪市天王寺区北河堀町・北河堀交差点、起点）
- 都市計画道路尼崎平野線 国道25号浪速バイパス（大阪市阿倍野区松崎町・附属天王寺小学校前交差点）
- 阪神高速14号松原線（文の里出入口）
- 大阪府道5号大阪港八尾線 南港通（大阪市阿倍野区西田辺町・西田辺駅前交差点）
- 国道479号 長居公園通（大阪市住吉区長居東・長居交差点）
- 大阪府道42号住吉八尾線（大阪市住吉区苅田・地下鉄我孫子南交差点）

堺市
- 阪神高速6号大和川線（常磐出入口）

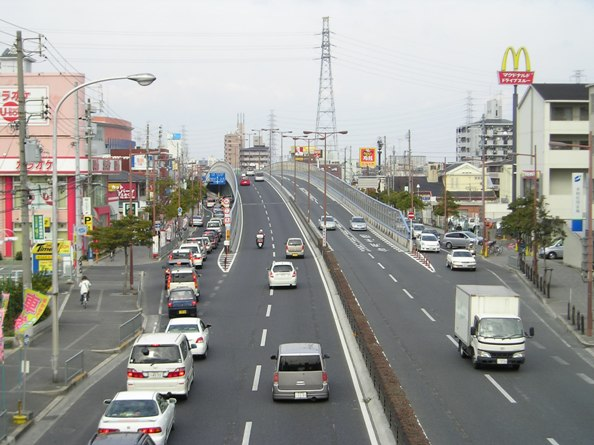
大阪府道28号大阪高石線
堺市北区北花田町の歩道橋から北方向（大阪市方面）を撮影
（2007年01月28日撮影）

- 大阪府道187号大堀堺線（堺市北区北花田町・北花田交差点）
- 大阪府道12号堺大和高田線（堺市北区蔵前町・蔵前町西交差点）
- 大阪府道2号大阪中央環状線（大阪府道31号堺羽曳野線重複）（堺市北区新金岡町・北堺警察署前交差点）
- 大阪府道35号堺富田林線（堺市北区中百舌鳥町・中百舌鳥町3丁交差点）
- 国道310号（堺市北区中百舌鳥町・中百舌鳥町5丁南交差点）
- 大阪府道197号深井畑山宿院線（堺市北区百舌鳥梅町・百舌鳥八幡南交差点）
- 大阪府道34号堺狭山線（堺市西区北条町・北条町1丁交差点）
- 大阪府道28号大阪高石線 旧道（堺市西区北条町）
- 大阪府道61号堺かつらぎ線（堺市西区北条町・北条町北交差点）
- 大阪府道30号大阪和泉泉南線（堺市西区下田町・下田町南交差点）
- 国道26号（堺市西区浜寺船尾町西・浜寺中学校前交差点）

#### 旧道区間
- 大阪府道187号大堀堺線（堺市北区東浅香山町・東浅香山町1丁西交差点、起点）
- 大阪府道12号堺大和高田線（堺市北区北長尾町・長尾町交差点）
- 大阪府道31号堺羽曳野線（堺市北区黒土町・黒土交差点）
- 大阪府道2号大阪中央環状線（堺市北区黒土町・黒土南交差点）
- 大阪府道35号堺富田林線（堺市堺区向陵東町・向陵東町交差点）
- 国道310号（堺市北区百舌鳥梅北町・梅北交差点 - 梅北南交差点）
- 大阪府道197号深井畑山宿院線（堺市北区百舌鳥梅町・百舌鳥八幡前交差点）
- 大阪府道34号堺狭山線（堺市北区百舌鳥陵南町・百舌鳥陵南町交差点、百舌鳥陵南町西交差点）
- 大阪府道28号大阪高石線 新道（堺市西区北条町）
- 大阪府道61号堺かつらぎ線（堺市西区北条町・北条町交差点）
- 大阪府道199号西鳳東線（堺市中区深井北町・中深井交番前交差点）
- 大阪府道61号堺かつらぎ線（堺市西区家原寺町・大池前交差点）
- 大阪府道30号大阪和泉泉南線（堺市西区鳳東町・鳳東町交差点 - 堺市西区鳳北町・鳳北町交差点）
- 国道26号（堺市西区浜寺南町・浜寺南町3丁交差点）
- 大阪府道204号堺阪南線（堺市西区浜寺公園町・浜寺公園南交差点、終点）

### 沿線にある施設など
- 阿倍野区役所
- 大阪市立工芸高等学校
- 阪神高速14号松原線文の里出入口
- 文の里駅
- 昭和町駅
- 桃山学院中学校・高等学校
- 西田辺駅
- 鶴ケ丘駅
- 長居公園 - 長居陸上競技場、長居球技場、長居第2陸上競技場ほか
- 長居駅
- 大阪市立長居小学校
- 大阪市立我孫子中学校
- 我孫子駅
- 大阪市立我孫子南中学校
- 大和川 - 吾彦大橋
- 阪神高速6号大和川線常磐出入口
- イオンモール堺北花田
- 北花田駅
- 新金岡団地
- 新金岡駅
- 堺市立新金岡東小学校
- 北堺警察署
- 堺商工会議所
- 南海高野線中百舌鳥駅
- 土師ニサンザイ古墳
- 堺市立上野芝中学校
- 堺市立津久野中学校
- 堺市立総合医療センター
- 堺市立浜寺中学校

（旧道部分）
- 堺市立長尾中学校
- 近畿管区警察学校
- 国立病院機構近畿中央胸部疾患センター
- 百舌鳥八幡駅
- 堺市立百舌鳥小学校
- 堺市立陵南中学校
- 大阪府立堺聴覚支援学校
- 家原寺
- 家原大池
- 西区役所
- 大鳥大社
- 浜寺公園